# Antoine Bonnet
Antoine Bonnet (* 9. Januar 1958 in Paris;) ist ein zeitgenössischer französischer Komponist. 1998 erhielt Bonnet den Ernst von Siemens Förderpreis.

## Leben und Werk
Im Alter von 25 Jahren entschied sich Antoine Bonnet plötzlich, Komponist zu werden. Nach privaten Klavier-, Harmonie- und Kontrapunktstudien besuchte er dann das Konservatorium von Paris. Er bildete sich vor allen Dingen in den Kompositions-, Orchestrierungs- und Analyse-Klassen bei Ivo Malec, Jacques Castérède und Betsy Jolas weiter. Hier erhielt er Preise und Auszeichnungen für herausragende Leistungen in Komposition und Analyse. Zudem studierte er Musiktheorie, Ästhetik, Analyse und Ethnomusikwissenschaft bei Célestin Deliège, François Nicolas, André Boucoucerchliev und Simha Arom an der Ecole Normale supérieure. Hier schrieb er seine Doktorarbeit über Aktuelle Bedingungen und Möglichkeiten der musikalischen Komposition. Seit dieser prägenden Zeit verband Bonnet erfolgreich Kreativität und Forschung. Er wurde ans IRCAM eingeladen, wo er zusammen mit Camilo Rueda die Software Situation schuf. Er unterrichtete an den Universitäten Lille und Tour, der Ecole des Hautes Etudes en Sciences Sociales und am IRCAM. 1992 wurde er außerordentlicher Professor an der Universität von Paris VIII und baute dort eine Kompositionsklasse auf. Seine Schriften über György Ligeti, Pierre Boulez, Timbre Cierpke, oft Timbre genannt, und zur Musiktheorie wurden in den Zeitschriften Entretemps, Contemporary Music Review und InHarmoniques veröffentlicht. Die Zeitschrift Entretemps für zeitgenössischen Musik hatte Bonnet 1986 zusammen mit François Nicolas und Gérard Pesson in Contemporary Music Review und InHarmoniques gründete.
Werke wie Seuil, D’une source oubliée, Trajectoires, Les Eaux étroites, Épitaphe und Nachtstrahl wurden in Europa und den USA von verschiedenen Orchestern unter anderem von dem Ensemble Intercontemporain unter der Leitung von Pierre Boulez im Châtelet in Paris, in Chicago und Los Angeles, in der Kölner Philharmonie und der Mailänder Scala aufgeführt. Das Werk Les Eaux étroites (1990–1991) für 19 Instrumente bildete einen ersten Meilenstein in einem Zyklus zu Julien Gracqs Texten La Terre habitable (Die bewohnbare Erde).
Bonnet hat die Werke Épitaphe, Nachtstrahl und La Terre habitable unter der Leitung von Pierre Boulez als Tonträgeraufnahmen herausgegeben.